# Zeppelin NT 07
Lo Zeppelin NT 07 o LZ N07 è un dirigibile della serie NT (Neue Technologie) varato nel 1997 dall'azienda Zeppelin Luftschifftechnik GmbH & Co KG di Friedrichshafen in Germania, sede fin dal 1908 della storica Luftschiffbau Zeppelin del conte Ferdinand von Zeppelin.
Il dirigibile è lungo 75 metri, di tipo rigido, con la struttura costituita da travature in fibra di carbonio disposte triangolarmente e fissate ad un telaio portante costituito da tre longheroni in alluminio legati fra loro da cavi di kevlar: a questa struttura, del peso di circa 1000 kg, sono direttamente ancorati tutti i componenti principali del dirigibile come la gondola inferiore, la coda e i tre motori, in modo che, in caso di perdita di pressione dell'elio contenuto nel dirigibile, possa essere mantenuta una buona manovrabilità dell'aeronave.
L'involucro esterno, riempito di elio, è costruito in laminato multistrato ignifugo di tedlar, poliestere e poliuretano e ospita al suo interno, a prua e a poppa, due ballonet, speciali contenitori d'aria atti a mantenere la forma dell'involucro durante le fasi di ascensione e discesa dell'aeronave.
L'NT 07 è mosso e governato da due motori laterali e uno posto a poppa Textron-Lycoming IO-360-C1G6 da 180 cavalli ciascuno montati su un perno che consente una rotazione di 120° e di una ventola laterale alimentata dal motore posteriore. Questa soluzione permette al dirigibile di manovrare anche all'indietro durante le fasi di atterraggio.
La gondola prodiera, in fibra di carbonio e dotata di due porte laterali, ospita la cabina di pilotaggio per due piloti che hanno a disposizione un sistema di comando di tipo fly-by-wire e i più moderni sistemi di avionica e sedili per 13 passeggeri.
Di dimensioni di molto inferiori rispetto ai suoi progenitori di inizio Novecento (l'LZ 18 del 1913 era lungo 158 metri), il moderno Zeppelin NT 07 è utilizzato principalmente per scopi pubblicitari e promozionali, per attività turistiche e di monitoraggio ambientale.